# Gare de Deinze
La gare de Deinze (en néerlandais : station Deinze) est une gare ferroviaire belge de la ligne 75, de Gand-Saint-Pierre à Mouscron (frontière), située à proximité du centre de la ville de Deinze dans la province de Flandre-Orientale en Région flamande.
Elle est mise en service en 1839 par l'administration des chemins de fer de l'État-Belge. Elle est reconstruite et réaménagée suivant un nouveau concept en 1983. C'est une gare de la Société nationale des chemins de fer belges (SNCB) desservie par des trains InterCity (IC), Omnibus (L), Touristiques (T) et d’Heure de pointe (P).

## Situation ferroviaire
Établie à 15 m d'altitude, la gare de Deinze est située au point kilométrique (PK) 15,383 de la ligne 75, de Gand-Saint-Pierre à Mouscron (frontière), entre les gares ouvertes de De Pinte et de Waregem. Gare de bifurcation, elle est l'origine de la ligne 73, de Deinze à La Panne (frontière), avant la gare d'Aarsele.

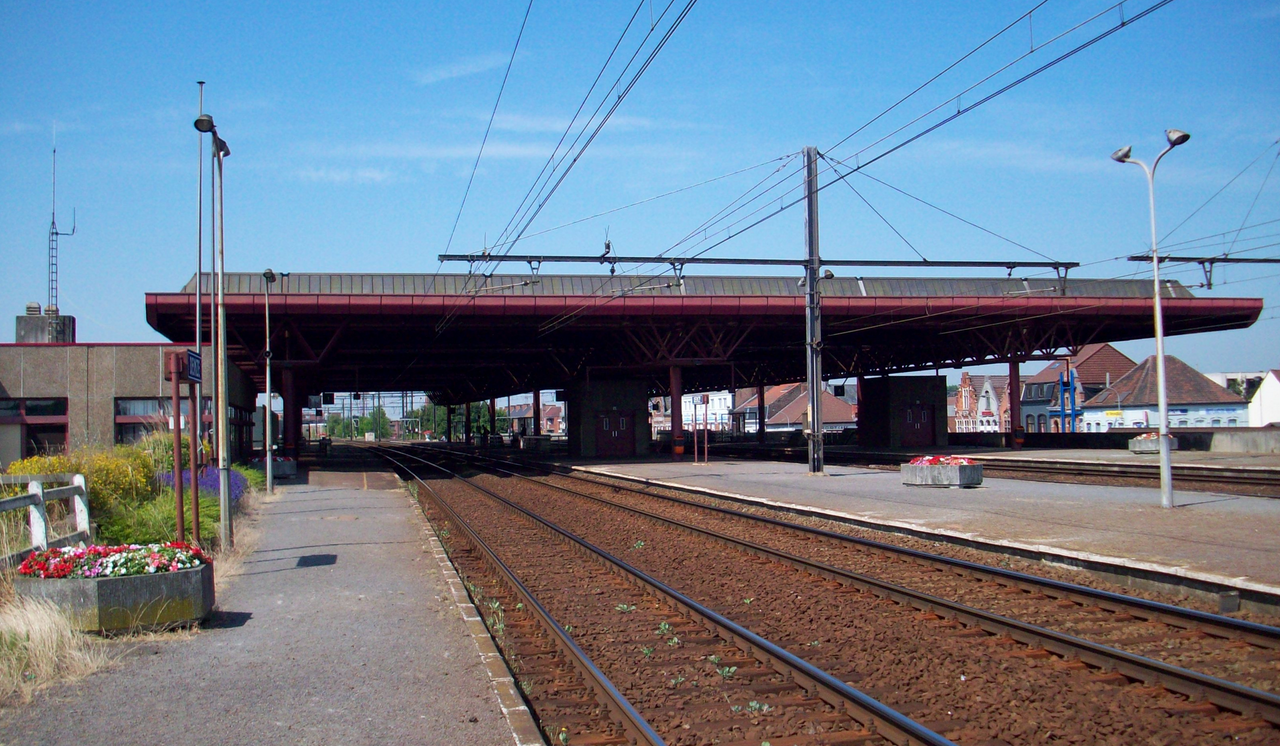
Intérieur de la gare.

## Histoire
La station de Deynze est mise en service le 22 septembre 1839 par l'administration des chemins de fer de l'État belge, lorsqu'elle ouvre à l'exploitation la section de De Pinte à Courtrai.
Elle devient une gare de bifurcation avec la mise en service de la section de Deinze à Tielt, le 31 décembre 1855, par la Société des chemins de fer de la Flandre-Occidentale. Pour remplacer les installations provisoires, un « bâtiment de recettes » et une halle à marchandises sont construits. Le bâtiment des recettes, contenant la salle d'attente des voyageurs et le guichet, est inspiré de la tradition néoclassique avec un corps central de cinq travées, peut-être quatre à l'origine, et des ailes d'une travée sans étage ; les toitures en zinc se terminent par des croupes et les façades latérales pourraient présenter des ressemblances avec les bâtiments des gares d'Erembodegem et Olsene (le bâtiment de Diest est toutefois plus profond). La ligne de Tielt est ouverte à l'exploitation sur la totalité de son tracé entre Deinze et Adinkerke le 23 mars 1880.
Durant la Première Guerre mondiale les Allemands détruisent le bâtiment des recettes ; un bâtiment au style rustique est édifié en remplacement après la guerre. Semblable à celui de la gare de Waregem, il consiste en un volume d'un étage sous bâtière comptant une quinzaine d'ouvertures (des fenêtres rectangulaires et des portes à arc en plein cintre) avec une façade en brique apparente étayée par des contreforts décoratifs évoquant les anciennes fermes.
Le nom de la gare évolue, il devient Deinze le premier octobre 1918.
Le 25 mars 1983, on ouvre les nouvelles installations de la gare, qui remplacent le bâtiment des années 1920. Elle est due à l'architecte Dirk Servaes, qui s'est inspiré du concept développé en 1965 pour la gare de Tiburg aux Pays-Bas. Cette architecture utilisée également pour les gares de Genk et de Roulers, ne sera pas poursuivie par la SNCB car les voyageurs se plaignent des nombreux courants d'air.
Le service des marchandises, en gare de Deinze est fermé, en 1992.
En mai 2011, elle devient, d'après Infrabel, la première gare belge dont 90 % de l'alimentation électrique est fournie par 207 panneaux solaires installés sur les auvents protégeant les quais. Selon Luc Pecceu, ingénieur d'Infrabel, la production qui peut aller jusqu'à 44 kW ne servira pas seulement à l'éclairage, mais lorsqu'il y aura un « nombre suffisant d'heures d'ensoleillement » il est prévu que le la signalisation (sur un tronçon de 40 km) et les systèmes de détection permettant la commande des passages à niveau seront alimentés par cette énergie verte. Electrawinds, propriétaire des panneaux, loue l'emplacement à Infrabel qui rachète le courant produit. Un système automatique commute l'alimentation sur le réseau lorsque la production solaire est insuffisante.

## Service des voyageurs

### Accueil
Gare SNCB, elle dispose d'un bâtiment voyageurs avec salle d'attente ouverte tous les jours, guichet les jours ouvrables et est équipée d'automates pour l'achat de titres de transport. Des aménagements, équipements et services sont à la disposition des personnes à la mobilité réduite ; un point vélo et un service de vélos partagés sont également disponibles.
Un souterrain permet la traversée des voies et le passage d'un quai à l'autre.

### Desserte
Deinze est desservie par des trains InterCity (IC), Omnibus (L) et d’Heure de pointe (P) de la SNCB, qui effectuent des missions sur les lignes commerciales : 75 (Gand - Mouscron - Lille-Flandres) et 73 (La Panne - Gand) (voir brochures SNCB).

#### Semaine
La desserte comprend deux relations cadencées à l’heure :
- des trains IC-12 reliant Courtrai à Welkenraedt via Bruxelles et Liège (deux de ces trains sont prolongés depuis ou vers Ostende et quelques-uns sont limités à Louvain en milieu de journée)
- des trains IC-28 entre La Panne et Anvers-Central via Gand (entre La Panne et Gand-Saint-Pierre lors des vacances d'été)

Il existe également plusieurs trains supplémentaires :
- un unique train IC-04 circulant entre Anvers-Central et Courtrai (vers minuit)
- deux trains T entre Bruxelles-Nord et La Panne (durant les vacances)
- deux trains P de Poperinge à Schaerbeek (le matin)
- deux trains P de La Panne à Schaerbeek (le matin)
- trois trains P de Courtrai à Gand-Saint-Pierre (le matin)
- un unique train P de La Panne à Gand-Saint-Pierre (le matin)
- un train P de Gand-Saint-Pierre à Courtrai (le matin), un autre vers midi et trois autres l’après midi
- deux trains P de Schaerbeek à Poperinge (l’après-midi)
- deux trains P de Schaerbeek à La Panne (l’après-midi)
- un train P de Gand-Saint-Pierre à La Panne (l’après-midi)
- un train P de Gand-Saint-Pierre à Lichtervelde (l’après-midi)

#### Week-end et fériés
Deinze est desservie par les trains suivants :
- des trains IC-29 entre La Panne et Landen
- des trains L entre Courtrai et Malines, via Gand
- deux trains IC-04 de Gand-Saint-Pierre à Courtrai (après minuit)

Le dimanche soir en période scolaire, deux trains P sont mis en circulation :
- un unique train P de La Panne à Louvain
- un unique train P de Poperinge à Sint-Joris-Weert (près de Louvain)

### Intermodalité
Un parc pour les vélos et un parking pour les véhicules y sont aménagés. Elle est desservie par des bus De Lijn.

## Comptage voyageurs
Ce graphique et tableau montre le nombre de voyageurs embarquant en moyenne durant la semaine, le samedi et le dimanche.
| Nombre de passagers qui embarquent à la gare de Deinze | Nombre de passagers qui embarquent à la gare de Deinze | Nombre de passagers qui embarquent à la gare de Deinze | Nombre de passagers qui embarquent à la gare de Deinze |
|                                                        | Semaine                                                | Samedi                                                 | Dimanche                                               |
| ------------------------------------------------------ | ------------------------------------------------------ | ------------------------------------------------------ | ------------------------------------------------------ |
| 1977                                                   | 1 818                                                  | 419                                                    | 364                                                    |
| 1978                                                   | 1 908                                                  | 337                                                    | 324                                                    |
| 1979                                                   | 1 851                                                  | 379                                                    | 280                                                    |
| 1980                                                   | 1 755                                                  | 393                                                    | 322                                                    |
| 1981                                                   | 2 112                                                  | 415                                                    | 409                                                    |
| 1982                                                   | 1 737                                                  | 452                                                    | 408                                                    |
| 1983                                                   | 1 983                                                  | 437                                                    | 516                                                    |
| 1984                                                   | 1 828                                                  | 416                                                    | 538                                                    |
| 1985                                                   | 1 908                                                  | 461                                                    | 565                                                    |
| 1986                                                   | 2 067                                                  | 420                                                    | 401                                                    |
| 1987                                                   | 1 984                                                  | 420                                                    | 359                                                    |
| 1988                                                   | 2 132                                                  | 594                                                    | 577                                                    |
| 1989                                                   | 1 919                                                  | 418                                                    | 445                                                    |
| 1990                                                   | 1 954                                                  | 424                                                    | 441                                                    |
| 1991                                                   | 1 972                                                  | 506                                                    | 570                                                    |
| 1992                                                   | 2 001                                                  | 526                                                    | 468                                                    |
| 1993                                                   | 1 830                                                  | 478                                                    | 465                                                    |
| 1994                                                   | 1 911                                                  | 534                                                    | 446                                                    |
| 1995                                                   | 2 081                                                  | 455                                                    | 419                                                    |
| 1996                                                   | 2 080                                                  | 582                                                    | 511                                                    |
| 1997                                                   | 2 171                                                  | 547                                                    | 520                                                    |
| 1998                                                   | 2 383                                                  | 536                                                    | 394                                                    |
| 1999                                                   | 1 931                                                  | 488                                                    | 392                                                    |
| 2000                                                   | 2 048                                                  | 542                                                    | 487                                                    |
| 2001                                                   | 2 253                                                  | 530                                                    | 515                                                    |
| 2002                                                   | 2 067                                                  | 590                                                    | 594                                                    |
| 2003                                                   | 2 169                                                  | 676                                                    | 511                                                    |
| 2004                                                   | 2 043                                                  | 623                                                    | 498                                                    |
| 2005                                                   | 2 209                                                  | 604                                                    | 546                                                    |
| 2006                                                   | 2 371                                                  | 699                                                    | 571                                                    |
| 2007                                                   | 2 254                                                  | 650                                                    | 642                                                    |
| 2008                                                   | -                                                      | -                                                      | -                                                      |
| 2009                                                   | 2 096                                                  | 871                                                    | 558                                                    |
| 2010                                                   | -                                                      | -                                                      | -                                                      |
| 2011                                                   | -                                                      | -                                                      | -                                                      |
| 2012                                                   | 2 150                                                  | 683                                                    | 695                                                    |
| 2013                                                   | 2 281                                                  | 761                                                    | 657                                                    |
| 2014                                                   | 2 145                                                  | 826                                                    | 767                                                    |
| 2015                                                   | 2 072                                                  | 584                                                    | 623                                                    |
| 2016                                                   | 2 125                                                  | 856                                                    | 1 374                                                  |
| 2017                                                   | 2 247                                                  | 596                                                    | 736                                                    |
| 2018                                                   | 2 183                                                  | 699                                                    | 738                                                    |
| 2019                                                   | 2 050                                                  | 633                                                    | 739                                                    |
| 2020                                                   | 1 327                                                  | 1 067                                                  | 1 146                                                  |
| 2021                                                   | -                                                      | -                                                      | -                                                      |
| 2022                                                   | 2 209                                                  | 822                                                    | 1 070                                                  |
| 2023                                                   | 2 006                                                  | 1 088                                                  | 1 106                                                  |
| 2024                                                   | 1 988                                                  | 1 904                                                  | 1 897                                                  |

## Galerie de photos

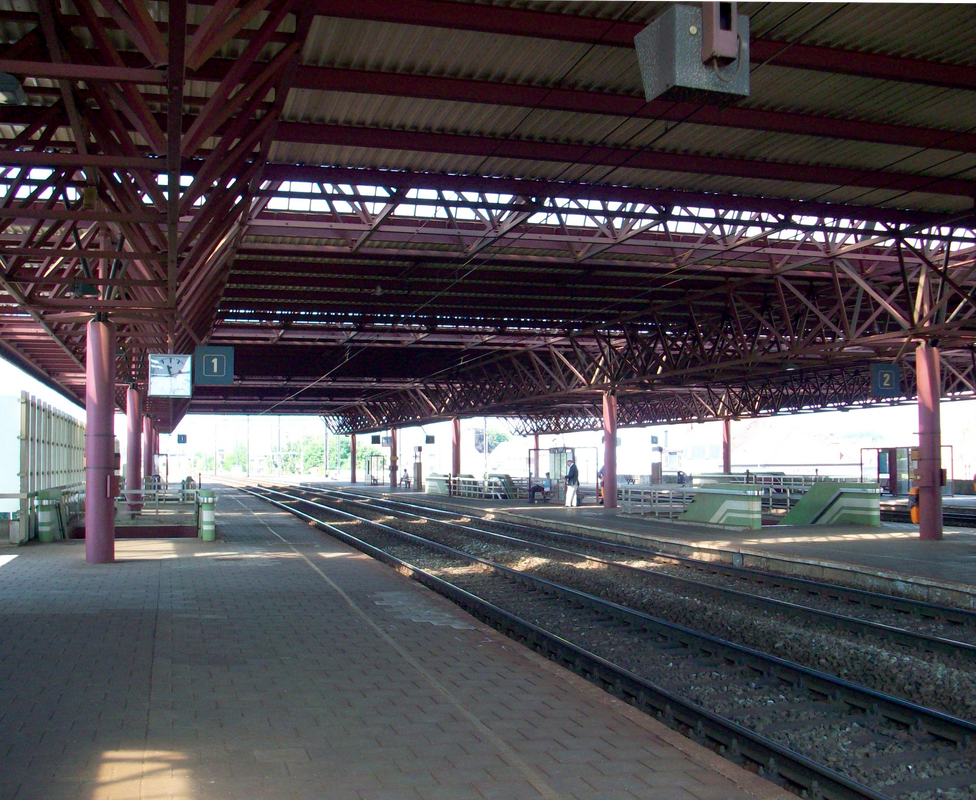
Quais.
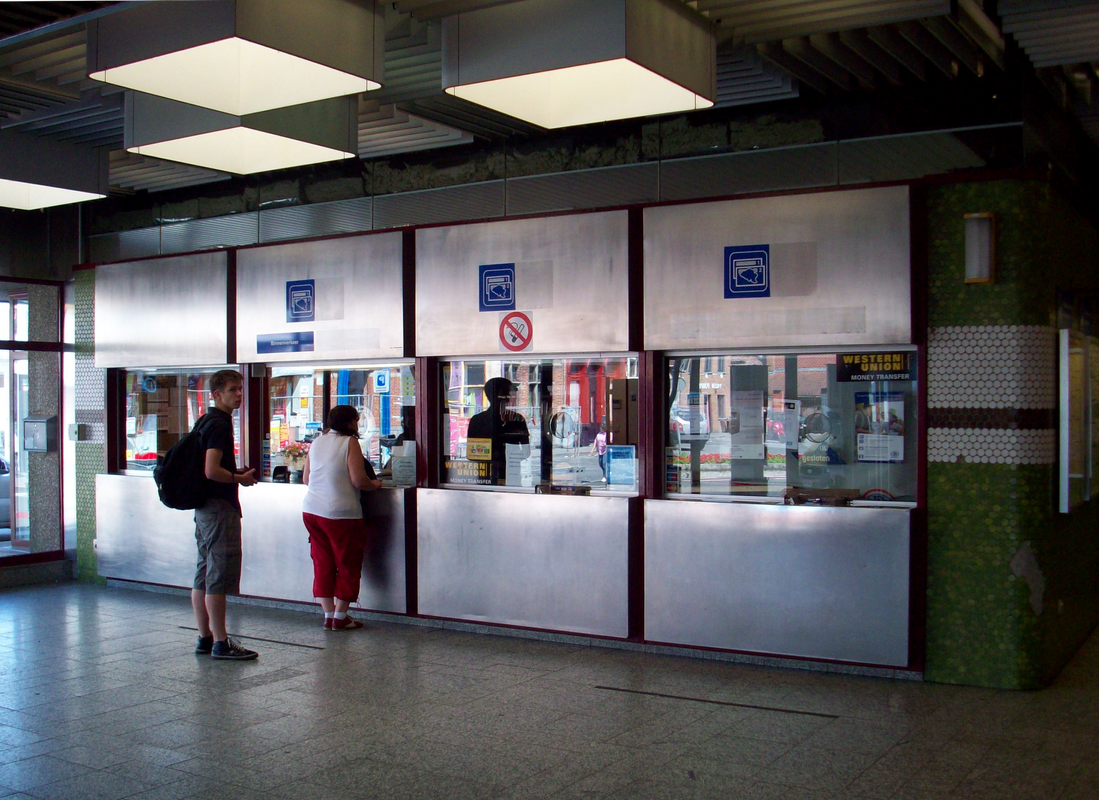
Guichets.
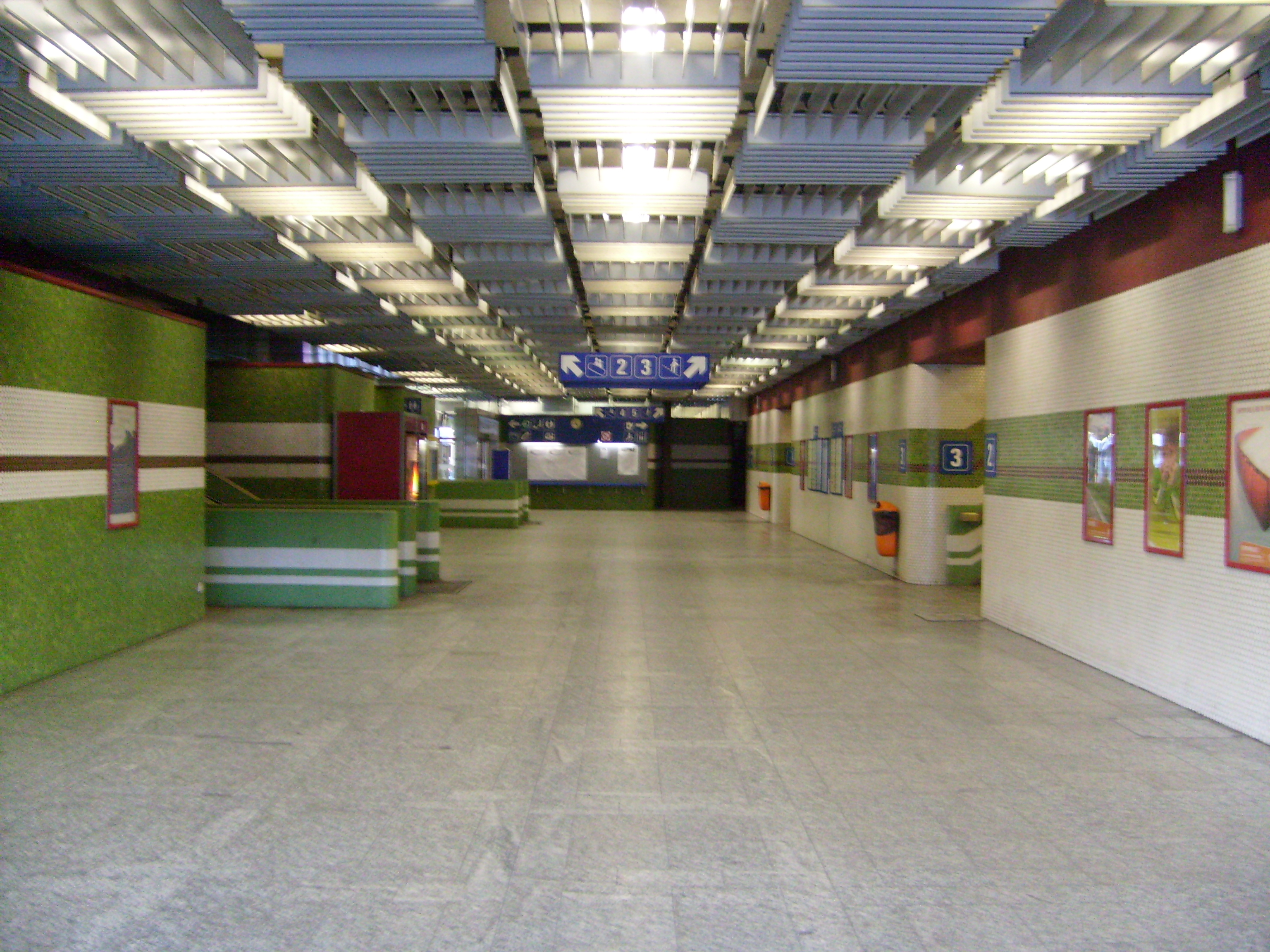
Souterrain.
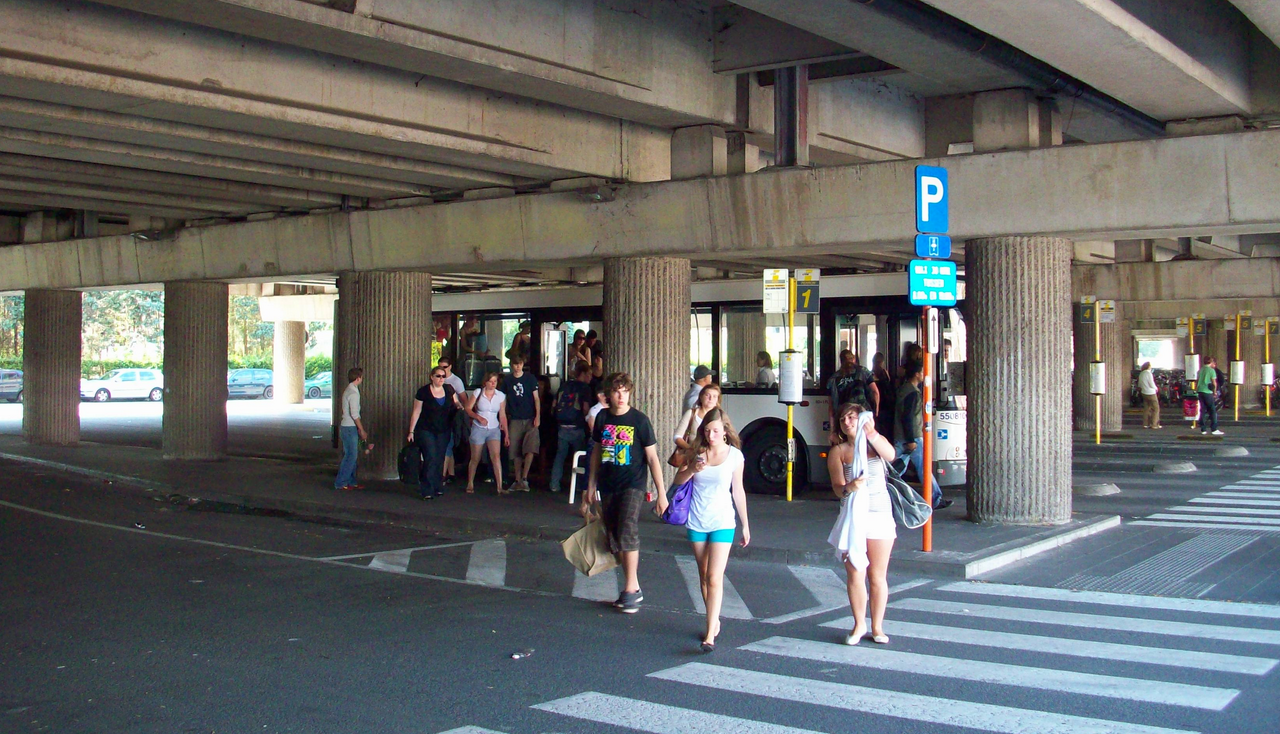
Gare routière.